# Жил Ају
Жил Ају (фр. Gilles Aillaud) (Париз, Француска, 1928 — 24 марта 2005), француски сликар, рођен у Паризу. Био је један од француских сликара који су 1960-их користили поп стил да изразе љевичарске политичке коментаре кроз своје дјело. Године 1965. радио је са Шпанцем Едуардом Аројом и Антониом Рекалтатијем  на контроверзној серији слика које приказују (хипотетички) атентат на Марсела Дишана, чије су повлачење из политичке ангажованости ови умјетници жестоко напали. Године 1966. изложио је слике животиња у зоолошком врту које су биле виђене као коментари отуђења у капиталистичком друштву. Његово најпознатије дјело је вјероватно Vietnam, la Bataille du riz (Вијетнам, битка за пиринач, 1968). Изведена из новинске фотографије, слика приказује америчког војника кога је заробила вијетнамска жена са позадином поља пиринча.